# Elogio do Passeio Público
Elogio do Passeio Público, é o primeiro livro de Filipa Martins.

## Resumo da obra
Um homem entra num bar e deseja uma bebida porque não tem coragem de desejar uma mulher bonita. Motivo bastante para perder a vida. Este homem sem nome e sem personalidade está no centro de uma história que mais não é do que uma fantasia sobre a época do Estado Novo. A realidade dos factos foi substituída por uma maneira de contar que ridiculariza e apateta aquela forma de viver.
No fundo falso de caixas de bananas, chegam ao porto de Lisboa livros proibidos e distribuídos em canastras de peixeiras. Um tráfico rentável prestes a ser posto em causa pela falta de disciplina militar, mais dada a paragens de recreio do que ao exaustivo combate de literatura subversiva. Há que mudar de negócio a bem da estabilidade financeira. Mas nada pode ser feito sem os serviços de Consuelo, o epíteto nocturno de Aurora. Romântica e perspicaz, esta mulher de lábios gordos e peito farto sonha deixar de fazer jus ao nome de baptismo e chegar a casa antes do dia nascer. Do outro lado do Passeio Público, segue um general, herói por acaso, que a morte livra de salvar o país e ser humilhado pela história.